# Billy McDaniel
Billy Ray McDaniel (* 28. Mai 1984) ist ein US-amerikanisch-luxemburgischer Basketballspieler.

## Werdegang
McDaniel spielte von 2002 bis 2006 in seinem Heimatland an der Universität von Arkansas-Monticello. In 114 Spielen für die Hochschulmannschaft erreichte er Mittelwerte von 18 Punkten und 10,5 Rebounds. Er wurde später in die Mannschaft des Jahrzehnts (Zeitraum 2000 bis 2010) der Gulf South Conference berufen.
Er wechselte dann als Berufsbasketballspieler in den Iran zu Shahrdari Gorgan. Der 2,01 m große und 100 kg schwere Power Forward bestritt in der Saison 2007/08 in Deutschland für die Paderborn Baskets 34 Bundesligaspiele, in denen er im Durchschnitt 4,1 Punkte erzielte. 2008 wechselte er zu Black Star Mersch in die erste Liga Luxemburgs. Er erzielte im Durchschnitt 26 Punkte je Begegnung, stieg mit der Mannschaft aber aus der ersten Liga ab. Ab Oktober 2009 spielte er im selben Land für BBC Nitia Bettembourg. Es kam noch vor dem Ende des Spieljahres 2009/10 zur Trennung. Ab Sommer 2010 stand er erneut in Diensten von Black Star Mersch, bei dem Verein blieb er bis 2013. 2011 stieg er mit Mersch in die zweite Liga ab, 2012 gelang die Rückkehr.
Im Zeitraum 2013 bis 2018 spielte er für den BBC Amicale Steinsel, ebenfalls in Luxemburg. Das Fachportal Eurobasket.com zeichnete ihn als besten Spieler der luxemburgischen Liga in den Spieljahren 2013/14, 2014/15, 2015/16 aus. 2016, 2017 sowie 2018 gewann er mit Steinsel jeweils die Meisterschaft in dem Herzogtum. McDaniel errang mit dem Verein des Weiteren dreimal den luxemburgischen Pokalwettbewerb.
2018 wechselte der mittlerweile beruflich als Lehrer an einer internationalen Schule tätige McDaniel zum luxemburgischen Zweitligaaufsteiger BBC Mambra Mamer. 2023 gelang mit der Mannschaft der Erstligaaufstieg. Im Mai 2024 bestritt McDaniel sein letztes Spiel für den BBC Mambra. Seinen Rücktritt vom Leistungsbasketballsport machte er kurz darauf rückgängig und wurde im Sommer 2024 im Alter von 40 Jahren von Résidence Walferdange verpflichtet.
Im Juli 2025 nahm der BBC Etzella Ettelbruck McDaniel unter Vertrag.

### Nationalmannschaft
McDaniel bestritt Länderspiele für Luxemburg und gewann 2013 mit der Auswahl die Silbermedaille bei der Europameisterschaft der kleinen Staaten.